# Бобрівка (Ярославський повіт)
Бобрівка (пол. Bobrówka) — село у Польщі, у гміні Ляшки Ярославського повіту Підкарпатського воєводства. Знаходиться на відстані 14 км на схід від Ярослава. Населення — 437 осіб (2011).

## Історія

### Село до Другої світової війни
До другої світової війни це було невелике і бідне село з малими та малопродуктивними господарствами. Підприємств чи фабрик в околиці не було, а на залізничній станції працювали переважно поляки. Навіть тих українців, що довгі роки тут були зайняті, польська влада звільняла з роботи, а на їх місце приймали поляків. Селяни здебільшого заробляли тим, що вирощували фруктові сади, а фрукти головно збували в Ярославі.

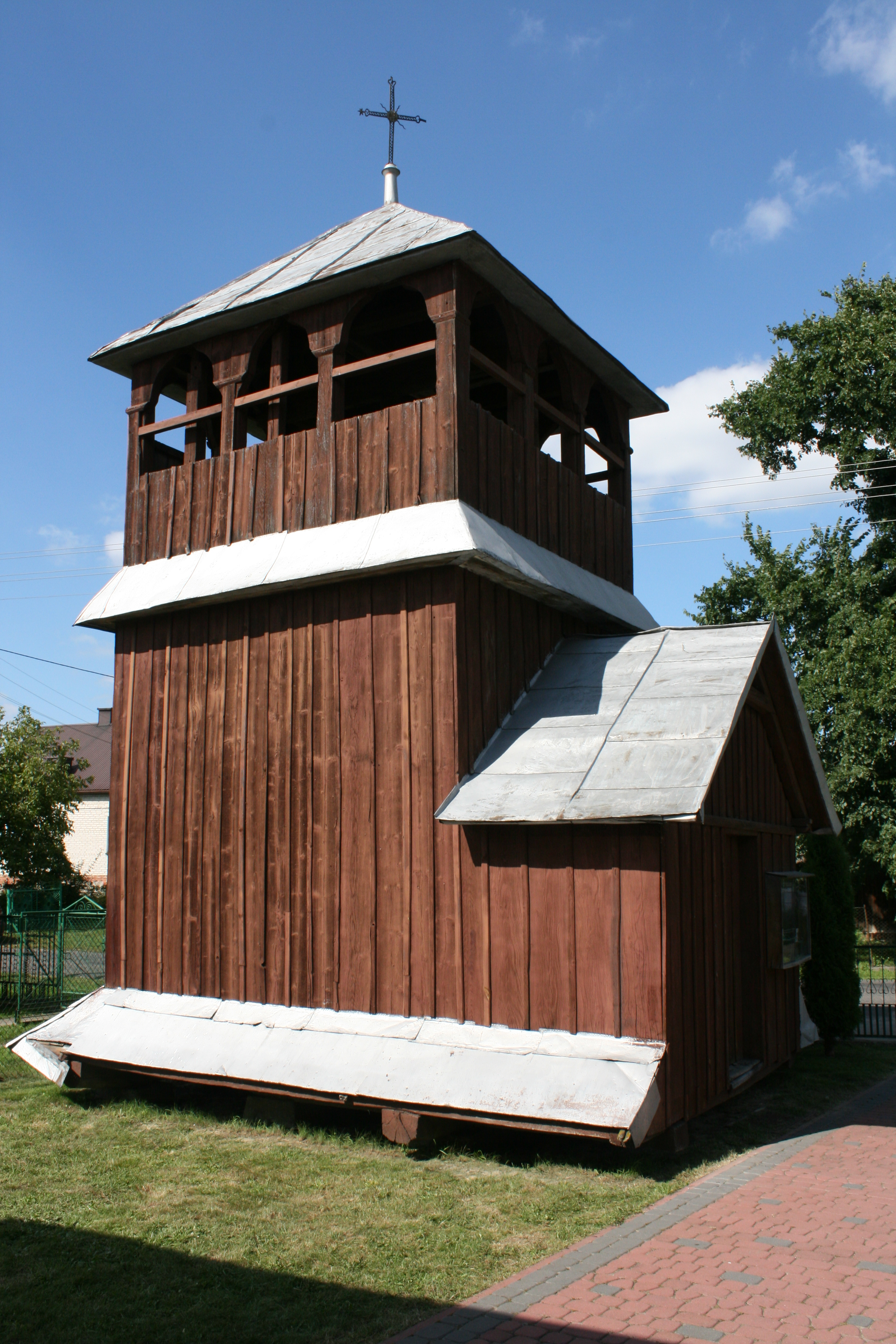
Дерев'яна дзвіниця української церкви. Пам'ятка архітектури

До масових репресій польської комуністичної влади та операції «Вісла» Бобрівка була чисто українським селом, у селі переважала українська мова, хоч відчувався натиск з боку польської влади. В селі була мала дерев'яна греко-католицька церква; священика на місці не було, але щонеділі приїздив сюди священик з Ляшок та відправляв Богослуження. Селяни масово брали участь у прощах чи відпустах. Був звичай збиратися кожного травня під великим камінним хрестом, побудованим у 1848 р., та співати маївки на пошану Божої Матери та з вдячности за скасування панщини.
До кінця 1930-х років у селі діяла однокласова школа, з одним учителем. Вчили тут польську й українську мови.
У 1939 році в селі проживало 870 мешканців (740 українців-грекокатоликів, 40 українців-римокатоликів, 10 поляків, 50 польських колоністів міжвоєнного періоду, 20 євреїв). Село належало до ґміни Ляшки Ярославського повіту Львівського воєводства.

### Друга світова війна
У середині вересня 1939 року німці окупували село, однак вже 28 вересня 1939 року мусіли відступити, оскільки за пактом Ріббентропа-Молотова правобережжя Сяну належало до радянської зони впливу. 27.11.1939 постановою Верховної Ради УРСР село у складі правобережної частини Ярославського повіту в ході утворення Львівської області включене до Любачівського повіту, а 17 січня 1940 року включене до Ляшківського району. В червні 1941, з початком Радянсько-німецької війни, село знову було окуповане німцями.
Під час Другої світової війни декого з поляків звільнили з праці при залізниці, а на їх місце прийняли українців. Частину молодих хлопців нацисти примусово вивезли на роботу до Німеччини, а коли стали організувати дивізію «Галичина», молодь добровільно зголошувалася до війська.
В липні 1944 року радянські війська оволоділи селом, а в жовтні 1944 року правобережжя Сяну зі складу Львівської області передано Польщі. Українці не могли протистояти антиукраїнському терору після Другої світової війни. Частину добровільно-примусово виселили в СРСР (454 особи — 99 родин).
У 1946 році Бобрівка стала переселенчим пунктом українців на схід, а в 1947 р. — у західну Польщу. Широкий майдан у сусідніх Ляшках став українським ґеттом, куди польська міліція зганяла українців як з Бобрівки, так і довколишніх сіл. Усе це відбувалося просто неба, люди чекали на транспорт у Бобрівці тиждень або два. Після цього людей заганяли в товарні вагони і везли на нове місце відселення. Селян змушували підписувати, що вони виїжджають добровільно, а на випадок спротиву польська влада погрожувала, що забере все майно. Українців, депортованих на понімецькі землі, примістили на залишених німцями господарствах, часто зруйнованих війною, в околиці Ольштина. По якомусь часі декілька осіб вернулись звідти назад до Бобрівки, але їхнього господарства їм не повернено. Українську церкву після війни перетворено на римо-католицький костел.
У 1975—1998 роках село належало до Перемишльського воєводства.

## Демографія
Демографічна структура станом на 31 березня 2011 року:
|          | Загалом | Допрацездатний вік | Працездатний вік | Постпрацездатний вік |
| -------- | ------- | ------------------ | ---------------- | -------------------- |
| Чоловіки | 220     | 45                 | 160              | 15                   |
| Жінки    | 217     | 38                 | 135              | 44                   |
| Разом    | 437     | 83                 | 295              | 59                   |